# Pandan Lagan
Pandan Lagan is een bestuurslaag in het regentschap Tanjung Jabung Timur van de provincie Jambi, Indonesië. Pandan Lagan telt 1980 inwoners (volkstelling 2010).